# تنسبوتل-روشت
تنسبوتل-روشت (به آلمانی: Tensbüttel-Röst) یک شهر در آلمان است که در دیمارشن واقع شده‌است. تنسبوتل-روشت ۶۹۱ نفر جمعیت دارد.